# Carolino Anaya, Tlalnelhuayocan
Carolino Anaya är en ort i Mexiko.   Den ligger i kommunen Tlalnelhuayocan och delstaten Veracruz, i den sydöstra delen av landet, 230 km öster om huvudstaden Mexico City. Carolino Anaya ligger 1 525 meter över havet och antalet invånare är 672.
Terrängen runt Carolino Anaya är huvudsakligen kuperad, men västerut är den bergig. Terrängen runt Carolino Anaya sluttar österut. Runt Carolino Anaya är det ganska tätbefolkat, med 172 invånare per kvadratkilometer. Närmaste större samhälle är Xalapa, 6,0 km sydost om Carolino Anaya. Omgivningarna runt Carolino Anaya är en mosaik av jordbruksmark och naturlig växtlighet.